# Oka Takazumi

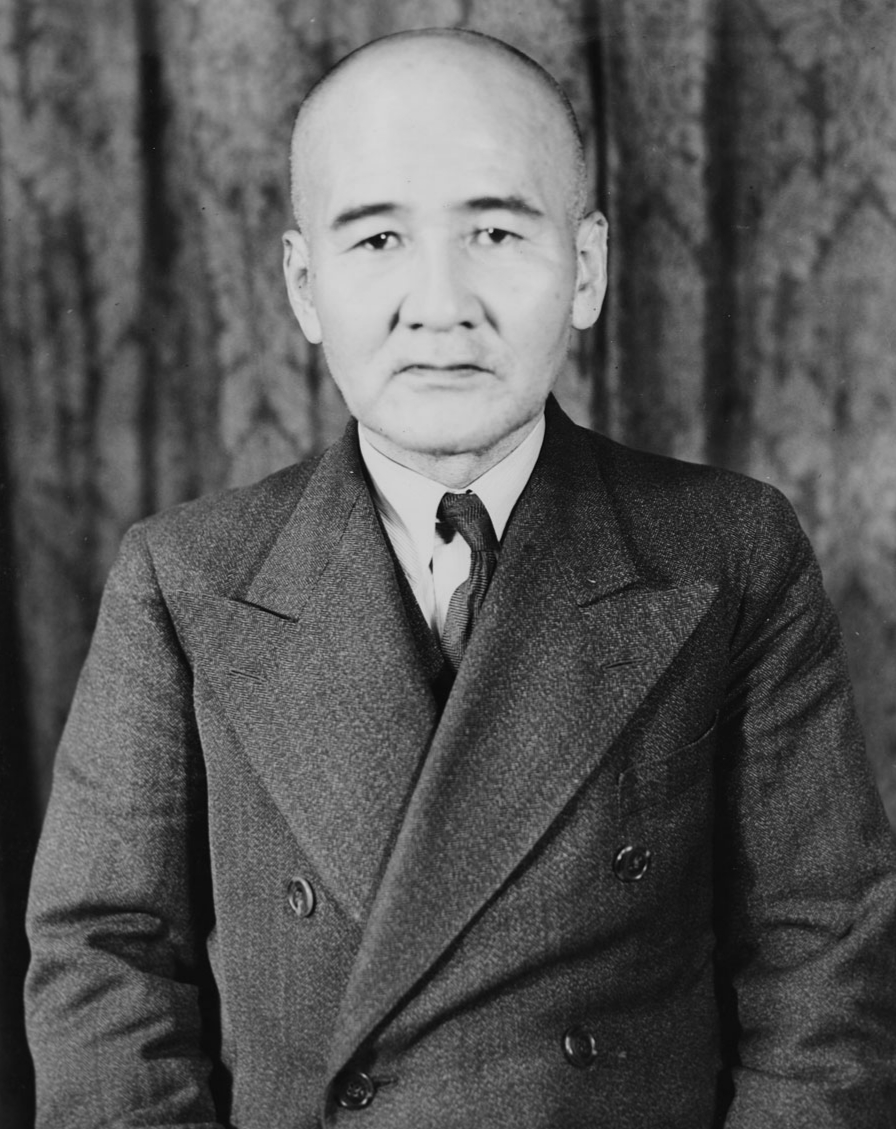
Oka Takazumi während der Tokioter Prozesse

Oka Takazumi (japanisch: 岡敬純; * 11. Februar 1890 in der Osaka, Präfektur Osaka, Japanisches Kaiserreich; † 4. Dezember 1973) war ein Vizeadmiral der Kaiserlich Japanischen Marine, der unter anderem 1944 kurzzeitig Vize-Marineminister war. Er wurde in den Tokioter Prozessen am 12. November 1948 wegen zahlreicher Kriegsverbrechen zu einer lebenslangen Haftstrafe verurteilt, aus der er 1954 entlassen wurde.

## Leben

### Ausbildung zum Seeoffizier
Oka Takazumi absolvierte eine Offiziersausbildung an der Marineoffiziersschule (Kaigun Heigakkō), die er als Angehöriger des 39. Lehrgangs 1911 als 52. von 148 Kadetten abschloss. Im Anschluss wurde er am 18. Juli 1911 als Fähnrich zur See an Bord des Geschützten Kreuzers Soya sowie am 29. März 1912 an Bord des Einheitslinienschiffs Katori versetzt, wo am 1. Dezember 1912 seine Beförderung zum Leutnant zur See erfolgte. Im Anschluss wurde er am 15. Januar 1914 zum Schlachtkreuzer Hiei versetzt und absolvierte nach seiner Beförderung zum Oberleutnant zur See am 1. Dezember 1914 den Grundlehrgang an der Torpedoschule sowie vom 26. Mai bis zum 13. Dezember 1915 den Grundlehrgang an der Marineartillerieschule. Nach einer darauf folgenden Verwendung an Bord des Zerstörers Uranamiwurde er am 1. April 1916 zum 1. U-Boot-Gruppe auf dem Marinestützpunkt Kure versetzt sowie am 1. Dezember 1916 zur dortigen 2. U-Boot-Gruppe. Danach war er zwischen dem 9. Juni und dem 1. September 1917 Assistent des Stabes der 2. Spezialkräfteflotte sowie vom 1. September bis zum 1. Dezember 1917 Offizier auf dem Marinestützpunkt Yokosuka. Daraufhin absolvierte er nach seiner Beförderung zum Kapitänleutnant am 1. Dezember 1917 den ersten Teil des Lehrgangs für Stabsoffiziere an der Marinehochschule (Kaigun Daigakkō).
Anschließend besucht Oka Takazumi seit dem 15. April 1918 den Fortgeschrittenenlehrgang der Torpedoschule und wurde am 1. Dezember 1918 Kommandant eines U-Boots der 1. U-Boot-Gruppe, am 1. November 1919 Kommandant eines U-Boots der 13. U-Boot-Gruppe, ehe er am 20. November 1919 wieder Kommandant eines U-Boots der 1. U-Boot-Gruppe wurde. Während dieser Verwendungen war er zeitweilig auch selbst Instrukteur an der Torpedoschule und wurde am 29. Mai 1920 zur 14. U-Boot-Gruppe versetzt. Im Anschluss wurde er am 1. Dezember 1920 Kommandant des U-Boots SS 12 sowie Instrukteur an der U-Boot-Schule, ehe er am 1. Juni 1921 zunächst kommissarischer Erster Offizier sowie am 15. November 1921 kommissarischer Kommandant des U-Boots SS 29 wurde. Er besuchte daraufhin ab dem 1. Dezember 1921 den zweiten Teil des Lehrgangs für Stabsoffiziere an der Marinehochschule (Kaigun Daigakkō), den er am 15. Oktober 1923 als 21. seines Jahrgangs mit Auszeichnung abschloss. Danach wurde er am 15. Oktober 1923 kurzzeitig zum Generalstab der Kaiserlich Japanischen Marine versetzt.

### Stabsoffizier und Zeit bis zum Zweiten Weltkrieg

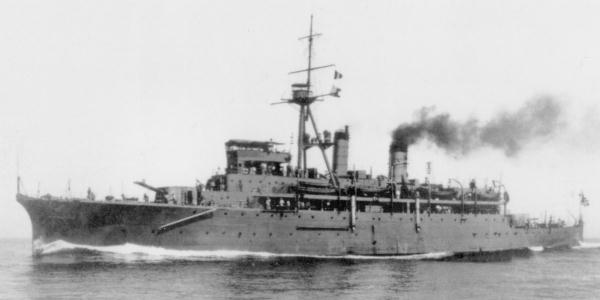
Kapitän zur See Oka Takazumi war zwischen 1936 und 1937 Kommandant des U-Boot-Begleitschiffs Jingei

Nach seiner Beförderung zum Korvettenkapitän wurde Oka Takazumi am 1. Dezember 1923 Instrukteur an der U-Bootschule und war danach zwischen dem 20. Mai 1924 und dem 13. Juli 1925 Marineresident an der Botschaft in Frankreich sowie vom 13. Juli 1925 bis zum 1. September 1926 Offizier im Admiralstab der Kaiserlich Japanischen Marine, in dem er sich mit Fragen des Friedensvertrages von Versailles befasste. Im Anschluss fungierte er vom 1. September bis zum 1. Dezember 1926 als Assistierender Stabschef des 1. U-Boot-Geschwaders sowie zwischen dem 1. Dezember 1926 und dem 20. Mai 1927 als Kommandant des U-Bootes Ro-61, ehe er zwischen dem 20. Mai und dem 15. November 1927 abermals Offizier auf dem Marinestützpunkt Yokosuka war. Im Anschluss war er vom 15. November 1927 bis zum 25. Oktober 1932 zum Generalstab der Kaiserlich Japanischen Marine, zum Marineministerium abgeordnet sowie Instrukteur an der Marinehochschule, an der zum 10. Oktober 1928 seine Beförderung zum Fregattenkapitän erfolgte.
Danach war Oka zwischen dem 25. Oktober 1932 und dem 1. April 1934 Adjutant des Vertreters bei der Genfer Abrüstungskonferenz und wurde in dieser Verwendung am 15. November 1933 zum Kapitän zur See befördert. Nach seiner Rückkehr war er zwischen dem 26. April und dem 15. November 1934 wieder zum Generalstab und Marineministerium abgeordnet und vom 15. November 1934 bis zum 1. Dezember 1936 Leiter des Referats für Forschung im Marineministerium, ehe er zwischen dem 1. Dezember 1936 und dem 1. Dezember 1937 Kommandant des U-Boot-Begleitschiffs Jingei war. Nach darauf folgenden neuerlichen Verwendungen im Marine-Generalstab und im Marineministerium, war er vom 15. Januar 1938 bis zum 10. Oktober 1939 Chef der Sektion 1 der Abteilung Marineangelegenheiten des Marineministeriums.

### Zweiter Weltkrieg, Vizeadmiral und Verurteilung als Kriegsverbrecher

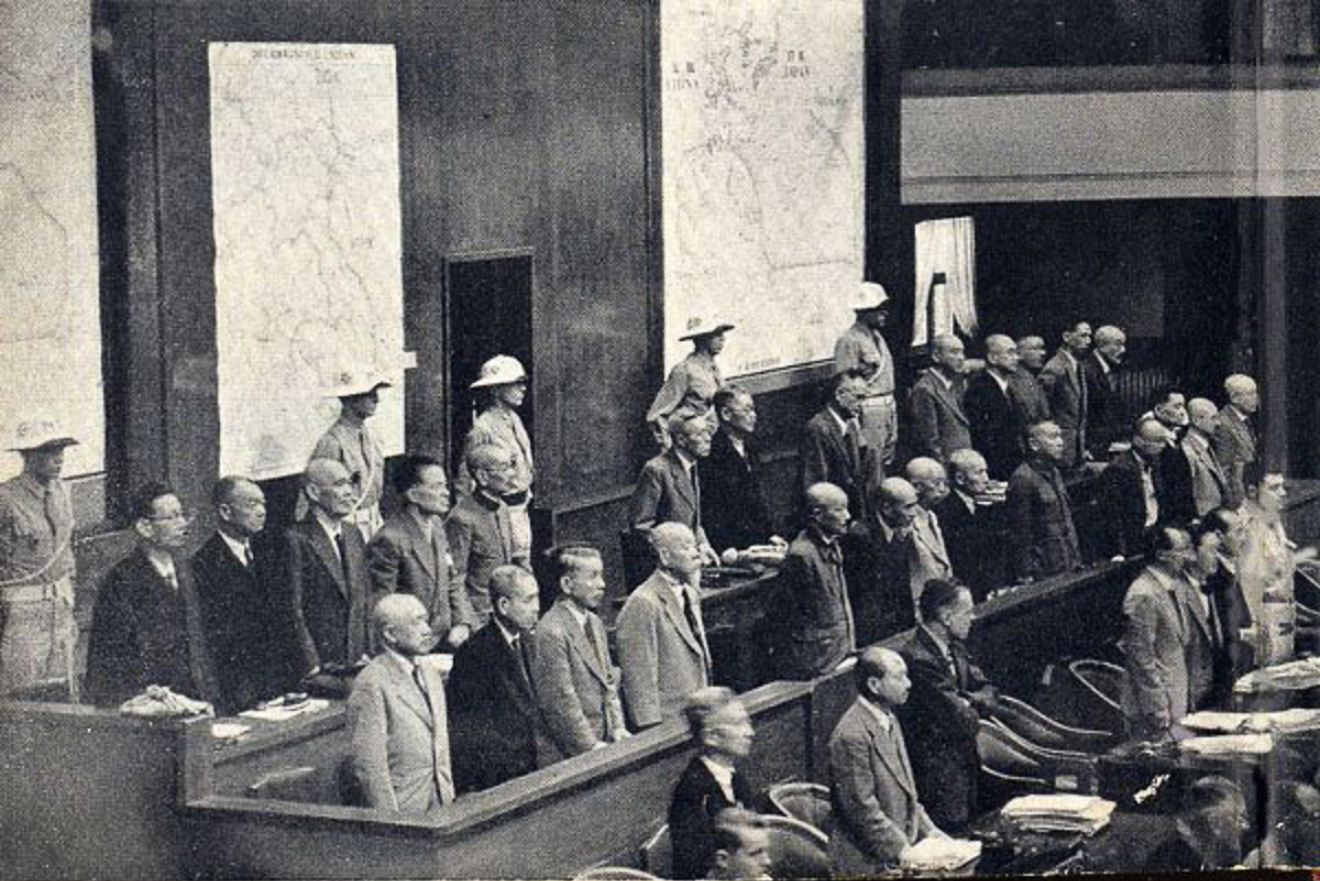
Die Angeklagten des Tokioter Prozesses wegen Kriegsverbrechen im Zweiten Weltkrieg

Zu Beginn des Zweiten Weltkrieges wurde Oka Takazumi am 10. Oktober 1939 Chef der Abteilung des Marinegeneralstabes und verblieb in dieser Funktion bis zum 15. November 1940, wobei er als solcher am 15. November 1939 zum Konteradmiral befördert wurde. Im Anschluss fungierte er zwischen dem 15. Oktober 1940 und dem 18. Juli 1944 als Leiter der Abteilung Marineangelegenheiten des Marineministeriums sowie als Mitglied des Admiralitätsausschusses. In dieser Verwendung erfolgte am 1. November 1942 auch seine Beförderung zum Vizeadmiral. Daraufhin war er zwischen 18. Juli und dem 5. August 1944 Vize-Marineminister und auch weiterhin Mitglied des Admiralitätsausschusses sowie darüber hinaus zwischen dem 18. Juli und dem 1. August 1944 auch kommissarischer Leiter der Abteilung Marineangelegenheiten des Marineministeriums. Nach einer kurzfristigen Abordnung zum Generalstab der Marine fungierte er vom 9. September 1944 bis zum 20. April 1945 als Oberkommandierender des Chinkai Keibifu, das Hauptmarinestützpunktes der japanischen Kolonie Korea in Changwon.  Nach einer darauf folgenden neuerlichen Abordnung in den Marine-Generalstab wurde er am 15. Juni 1945 zunächst in Wartestellung sowie am 20. Juni 1945 in die Reserve versetzt.
Bei den Tokioter Prozessen gehörte Oka Takazumi zu den Hauptangeklagten wegen zahlreicher Kriegsverbrechen. Er wurde wegen Beteiligung als Führer, Organisator, Anstifter oder Komplize an der Planung oder Ausführung eines gemeinsamen Plans oder einer Verschwörung zum Führen von Angriffskriegen und eines Kriegs oder Kriegen, die internationales Recht verletzten, wegen des Führen eines unprovozierten Krieges gegen China, wegen des Führen eines Angriffskrieges gegen die Vereinigten Staaten, wegen des Führen eines Angriffskrieges gegen das Britische Commonwealth, des Führen eines Angriffskrieges gegen die Niederlande, und damit in fünf der zehn Anklagepunkte für schuldig gesprochen. Von den Anklagepunkten der Anordnung, Autorisierung und Erlaubnis zur unmenschlichen Behandlung von Kriegsgefangenen und anderen sowie der vorsätzlichen und rücksichtslose Vernachlässigung der Pflicht, angemessene Schritte zur Prävention von Gräueltaten einzuleiten, wurde er freigesprochen. Am 12. November 1948 wurde Takazumi deswegen zu einer lebenslänglichen Freiheitsstrafe verurteilt, 1954 jedoch vorzeitig aus der Haft entlassen.